# Paulus van Rhoo
Paulus van Rhoo est un gouverneur intérimaire du Ceylan néerlandais.